# سفوریس
سفوریس (به انگلیسی: Sepphoris) روستایی در ۶ کیلومتری شمال غرب شهر ناصره در ناحیه‌ی جلیل در کشور اسراییل است. دیرینگی سفوریس مشهور است و دارای آثار باستانی مربوط به دوره‌های تاریخی و فرهنگی گوناگون است. سفوریس موضوع مورد مطالعه‌ی باستان‌شناسان است و یک سایت باستان‌شناسی هم هست.